# Піткас-Пойнт (Аляска)
Піткас-Пойнт (англ. Pitkas Point) — переписна місцевість (CDP) в США, в окрузі Кусілвак штату Аляска. Населення — 120 осіб (2020).

## Географія
Піткас-Пойнт розташований за координатами 62°2′15″ пн. ш. 163°16′1″ зх. д. / 62.03750° пн. ш. 163.26694° зх. д. (62.037393, -163.266822).  За даними Бюро перепису населення США в 2010 році переписна місцевість мала площу 3,99 км², уся площа — суходіл.

## Демографія
Згідно з переписом 2010 року, у переписній місцевості мешкало 109 осіб у 31 домогосподарстві у складі 25 родин. Густота населення становила 27 осіб/км².  Було 37 помешкань (9/км²).
Расовий склад населення:
| - 97,2 % — корінних американців - 1,8 % — білих |

До двох чи більше рас належало 0,9 %. Частка іспаномовних становила 0,0 % від усіх жителів.
За віковим діапазоном населення розподілялося таким чином: 37,6 % — особи молодші 18 років, 56,0 % — особи у віці 18—64 років, 6,4 % — особи у віці 65 років та старші. Медіана віку мешканця становила 24,5 року. На 100 осіб жіночої статі у переписній місцевості припадало 98,2 чоловіків;  на 100 жінок у віці від 18 років та старших — 100,0 чоловіків також старших 18 років.
Середній дохід на одне домашнє господарство  становив 59 227 доларів США (медіана — 47 500), а середній дохід на одну сім'ю — 61 537 доларів (медіана — 46 563). За межею бідності перебувало 25,7 % осіб, у тому числі 34,0 % дітей у віці до 18 років та 0,0 % осіб у віці 65 років та старших.
Цивільне працевлаштоване населення становило 35 осіб. Основні галузі зайнятості: освіта, охорона здоров'я та соціальна допомога — 34,3 %, публічна адміністрація — 28,6 %, транспорт — 11,4 %, роздрібна торгівля — 11,4 %.